# Кокомани, Фадиль
Фадиль Хюсен Кокомани (алб. Fadil Hysen Kokomani; 5 мая 1933, Дуррес, Албанское королевство — 28 мая 1979, тюрьма Спач, НСРА) — албанский радиожурналист и редактор, диссидент, коммунист. Сторонник хрущёвской оттепели, активный противник сталинистского режима Энвера Ходжи. Арестован Сигурими, приговорён к 25 годам заключения. Вместе с Вангелем Лежо направил из тюрьмы письмо в ЦК АПТ с крайне резкими обличениями Ходжи и его политики. Вторично осуждён за создание подпольной «ревизионистской» организации в тюрьме Спач. Приговорён к смертной казни и расстрелян. После падения коммунистического режима признан борцом против тоталитарной диктатуры.

## Происхождение и взгляды. Учёба в СССР
Родился в мусульманской семье активиста албанского национального движения, примкнувшего к коммунистам. Окончив школу, вступил в правящую компартию АПТ. Был коммунистическим энтузиастом, проявлял особый интерес к идеологической и пропагандистской деятельности. В 1952 направлен на учёбу в Советский Союз.
До 1957 Фадиль Кокомани учился в Ленинграде на отделении журналистики филологического факультета ЛГУ. Изучал также музыкальную критику в Ленинградской консерватории. Свободно владел русским и итальянским языками. В литературе увлекался жанром фантастики.
Пребывание Фадиля Кокомани в СССР пришлось на начало хрущёвской оттепели. Он проникся духом XX съезда КПСС, симпатиями к Никите Хрущёву.

## Журналист и радиоредактор. «Оттепель» в сталинистском государстве
Вернувшись в Албанию, Фадиль Кокомани работал редактором на Радио Тираны. Занимался молодёжным радиовещанием, литературными и музыкальными программами. Проводил «шестидесятнический» курс информационной политики, пропагандировал достижения советской культуры того периода, фильмы «Судьба человека», «Летят журавли», «Чистое небо», «Баллада о солдате», музыку Тито Скипы. Занимался вокалом у Марии Края, подавал надежды как тенор.
Такая линия шла вразрез с идеологическими установками режима. Однако Фадиль Кокомани имел поддержку директора албанского гостелерадио Петро Кито и его заместителя Имера Минджози. Под покровительством Кито на Радио Тираны возник очаг определённого свободомыслия и культурного многообразия. Сотрудника Кокомани директор и заместитель ценили за профессионализм и креативность.
В 1961 году во главе Радио Тираны встал Танас Нано, однозначный приверженец Энвера Ходжи и его сталинистской политики. Тогда же Ходжа совершил разрыв с СССР. Материалы о советской культуре перестали допускаться в передачах. Жёсткая цензура вынудила Фадиля Кокомани оставить редакторскую должность. Он сосредоточился на публикациях в прессе. Его статьи, эссе и рассказы в молодёжных изданиях были выдержаны в духе ментального романтизма и социального оптимизма.

## Противник режима. Подпольная группа
Фадиль Кокомани был сторонником теоретического коммунизма — как бесклассового и безгосударственного общества. Он придерживался идеологии, с конца 1960-х названной «социализм с человеческим лицом». Поэтому Кокомани резко отвергал сталинистский режим Ходжи.
Не только культурную, но и социальную политику режима Кокомани считал антинародной. Он возлагал на власти ответственность за массовую бедность и тяжёлые условия труда. Партийно-государственную бюрократию воспринимал как классового врага трудящихся. Нападки Ходжи и его окружения на СССР расценивал как предательство. Особенную ненависть вызывал у Кокомани премьер-министр Мехмет Шеху.
В 1962 году Фадиль Кокомани решил приступить к революционному сопротивлению. Вместе со своим другом, единомышленником и коллегой Вангелем Лежо (тоже радиожурналистом, учившимся в СССР во время оттепели) он создал подпольную организацию антиходжаистов. Наряду с Кокомани и Лежо, в группу вошли Трифон Джагика, Роберт Вулкани, Франко Сара, Тома Рафаэли, Ставри Рафаэли. Они распространяли листовки антирежимного содержания — против Ходжи и Шеху, в поддержку позиции СССР в советско-албанском конфликте. По последующей версии следствия, готовилось покушение на Шеху.
Эти действия и намерения стали известны Сигурими. Лежо предложил побег из Поградеца через Югославию в СССР. Однако в июле 1963 года члены группы, в том числе Кокомани и Лежо, были арестованы. Суд приговорил Фадиля Кокомани к смертной казни с заменой на 25 лет тюремного заключения. Аналогичный приговор был вынесен Вангелю Лежо. Двое членов группы — Трифон Джагика и Тома Рафаэли — были расстреляны, поскольку, будучи военнослужащими, по оценке суда, представляли особую опасность.
Свой многолетний срок Фадиль Кокомани отбывал в тюрьмах и трудовых лагерях Эльбасана, Буррели, Тепелены, Фуше-Круйе, Скравотины. В 1978 вместе с Вангьелем Лежо был доставлен в тюрьму Спач.

## Письмо в ЦК. Суть и стиль
Кокомани и Лежо понимали свою обречённость. Они решили выступить в последний раз — в форме письма в ЦК АПТ. Объёмный текст был написан 9 июля 1978 года и отправлен официальным порядком в ноябре того же года.
Ярко, жёстко и с пафосом авторы письма обличают Энвера Ходжу и руководство АПТ. В стилистике текста сказываются литературно-публицистические навыки Кокомани и Лежо. Критика диктатора и правящей партии ведётся с марксистских позиций, авторы подчёркивают коммунистический характер своих убеждений.
Кокомани и Лежо называют Энвера Ходжу «главным капиталистом и рабовладельцем албанской земли», возглавляемую им систему — антинародной эксплуататорской тиранией. Очевидна их ненависть к диктатору — «тирану», «предателю», «Молоху», «Чичикову XX века», «Харону, перевозящему в ад». Неоднократно обращается внимание на социальное происхождение Ходжи из знатной и богатой семьи, звучат такие характеристики, как «бей», «торговец», «ростовщик».
Политический строй НСРА авторы характеризуют как «феодальную тиранию», «империю шпионов и пыточных подвалов, превзошедших фашистские». Негодуют по поводу привилегий бюрократической элиты на фоне народной нищеты. Выражают презрение к «якобы коммунистам», позволившим насадить культ личности Ходжи и систему, «какую мог создать лишь Мефистофель». В то же время экономическое устройство критикуется лишь за провалы и некомпетентность. Будучи марксистами и коммунистами, авторы не предлагают экономических реформ.
Особо выделяется запрет религии — как очередное безумие и преступление. Отмечается, что такие действия «противоречат марксистской диалектике, зато повторяют буржуазно-либеральный произвол» и «открывают дверь тайному возрождению веры». Смысл этого действия предполагается в самообожествлении Ходжи, которого авторы саркастично называют «тиранским божеством» и «олимпийцем».
Большое место в письме занимает прославление Советского Союза — «родины Октября, первой страны социализма, оплота коммунизма, победоносной космической державы», «большевистской партии» и лично «верного ленинца — великого Никиты Хрущёва» (возможно, длительный отрыв от информации мешал пониманию, насколько реалии брежневского застоя отличались от запомнившихся Кокомани и Лежо времён оттепели).
По имеющейся информации, письмо было получено и прочитано Хюсни Капо и Рамизом Алией. Предполагается, что с ним ознакомился Энвер Ходжа. После этого смертный приговор авторам стал вопросом короткого времени.
Полный текст письма Фадиля Кокомани и Вангеля Лежо впервые опубликовала газета Панорама 26 июня 2011.

## Тюремное обострение. Суд и казнь
Тюрьма Спач являлась крупнейшим в Албании местом заключения — и при этом потенциальным очагом сопротивления. Концентрация нескольких сотен осуждённых по политическим статьям способствовала антикоммунистической накалённости. В мае 1973 года в Спаче произошло крупное восстание, подавлять которое пришлось силами Сигурими и полиции при поддержке армейских частей.
Положение обострилось в 1978 года, когда заключённые крайне негативно отреагировали на осуществлённый Энвером Ходжей разрыв с Китаем (в КНР в это время начинались масштабные реформы). В рапорте Сигурими отмечался рост внутритюремной агитации и саботажа, планирование побегов, давление на бригадиров. В тюрьме возникла подпольная Националистическая организация во главе с Джелалем Копренцкой. По данным Сигурими, группа планировала тюремный бунт и восстание, которое должно было перерасти в общенациональное движение и свергнуть режим Ходжи.
23 февраля 1979 года были произведены внутритюремные аресты Фадиля Кокомани, Вангеля Лежо, Джелаля Копренцки и одиннадцати заключённых-националистов. Их обвинили в создании антипартийных и антиправительственных организаций: Копренцку — националистической, Кокомани и Лежо — «ревизионистской». 9 мая суд вынес всем троим смертные приговоры. 28 мая 1979 года Фадиль Кокомани был расстрелян вместе в Вангелем Лежо и Джелалем Копренцкой.

## Память. Мемориал в премьерской резиденции
После падения коммунистического режима в Албании Фадиль Кокомани реабилитирован и причислен к борцам против тоталитарной диктатуры. Однако ему и Вангелю Лежо уделялось меньшее внимание по сравнению с националистами Балли Комбетар, антикоммунистическими повстанцами Пострибы и Коплику, подпольщиками Горного комитета, бойцами и жертвами резни 1951, деятелями внутрипартийной оппозиции.
Положение изменилось весной-летом 2019 года. 29 мая в мемориальном центре бывшей тюрьмы Спач прошёл литературно-музыкальный вечер памяти Фадиля Кокомани, Вангеля Лежо и Джелаля Копренцки. Участвовали бывший заключённый Спача писатель и правозащитник Фатос Лубонья, директор Института изучения преступлений коммунизма Агрон Туфа, министр культуры Албании Эльва Маргарити, посол Австрии в Албании Йохан Саттлер.
К памятным мероприятиям по случаю 40-летнего юбилея казни подключился премьер-министр Албании Эди Рама (комментаторы связали это с политическими трудностями премьера-социалиста — ставшего мишенью протестных выступлений, вплоть до сравнений с Ходжей, и нуждающегося в улучшении своего имиджа). 20 июня 2019 года в Тиране прошла церемония символического перезахоронения Фадиля Кокомани и Вангеля Лежо в резиденции главы правительства. Местонахождение их могил по сей день неизвестно, поэтому в саду резиденции установлена только мемориальная доска. Их именами названа одна из площадей албанской столицы.